# 寧願做個傻女人
《寧願做個傻女人》是台灣歌手李度的第三張專輯，也是她加入滾石唱片的首張專輯，在1994年10月推出。專輯的第一主打歌是翻唱其師傅周華健的歌曲《明天我要嫁給你》，而第二主打歌則是《捨不得把眼睛睜開》。

## 曲目
| 曲序 | 曲名                   | 曲            | 詞            | 編曲   | 附註                                                   |
| 01   | 等你                   | 劉志宏        | 厲曼婷        | 劉志宏 |                                                        |
| 02   | 捨不得把眼睛睜開       | 劉志宏        | 孫維君 厲曼婷 | 劉志宏 | 第二主打                                               |
| 03   | 明天我要嫁給你         | 周華健        | 周華健        | 洪敬堯 | 第一主打 原唱為周華健 粵語版為周華健《昨晚妳已嫁給誰》 |
| 04   | 何時夢醒（周華健合唱） | 包小松 包小柏 | 詹德茂        | 包小松 | 第三主打                                               |
| 05   | 辜負（唐懿琴合唱）     | 劉志宏        | 劉志宏 劉思銘 | 洪敬堯 | 第五主打                                               |
| 06   | 年齡                   | 劉志宏        | 劉思銘        | 劉志宏 | 第四主打                                               |
| 07   | 我不曾這麼寂寞         | 劉哲維        | 丁曉雯        | 劉志宏 |                                                        |
| 08   | 不顧一切               | 郭宗韶        | 娃娃          | 郭宗韶 |                                                        |
| 09   | 男與女                 | 劉志宏        | 劉思銘        | 洪敬堯 |                                                        |
| 10   | 出走                   | 蔡朝華        | 薛玉玲 劉思銘 | 蔡朝華 |                                                        |

## 唱片版本
- CD版
- 錄音帶版